# Amphisbaena anomala
Amphisbaena anomala, popularmente conhecida como cobra-de-duas-cabeças, é uma espécie de anfisbênia da família dos anfisbenídeos (Amphisbaenidae), endêmico do Brasil. Foi descrita por Thomas Barbour em 1914.

## Descrição
Amphisbaena anomala possui corpo cilíndrico, revestido por de 182 a 192 anéis do corpo, de 13 a 14 anéis caudais, 16 a 20 meio anéis dorsais do meio do corpo e 18 a 20 anéis ventrais do meio do corpo. Os segmentos ventrais são muito maiores que os dorsais. Os escudos peitorais consistem em cerca de dezesseis escudos, quatro fileiras de quatro escamas cada, com as duas fileiras medianas maiores. Todas as escamas são irregulares em forma e posição e algumas parcialmente fundidas.
Amphisbaena anomala tem um dente pré-maxilar, quatro maxilares e seis mandibulares. Seu focinho é bastante proeminente e liso e um rostral pequeno. Há uma grande fossa nasal em cada lado do rostral atrás do escudo na linha mediocefálica e um par de grandes pré-frontais separando o par de frontais dos nasais. As escamas de contorno se estendem a esses escudos, exceto por várias escamas ligeiramente aumentadas que sãos consideradas occipitais.
O olho invisível de Amphisbaena anomala está num ocular de tamanho médio, que é limitado anteriormente pelo primeiro labial (que se estende para cima até o pré-frontal), inferiormente pelo terceiro labial e posteriormente pelo superior dos dois primeiros temporais. Esses dois temporais são seguidos por três menores. Existem três supralabiais e três infralabiais. Um grande escudo mentual mediano está em contato com o primeiro e o segundo labiais inferiores e um par de grandes escudos mentonianos estão em contato com o segundo e o terceiro labiais inferiores e são separados um do outro por cinco outros escudos posteriores ao grande escudo mentoniano.

## Distribuição e habitat
Amphisbaena anomala é endêmica do Brasil e ocorre nos estados do Pará (Ananindeua, Aurá, Baião, Benevides, Bragança, Capitão Poço, Castanhal, Curuçá, Curupaiti, Igarapé-Açu, ilha de Mosqueiro, Tucuruí, Ourém, Peixe-Boi, Santo Antônio do Tauá, Tomé-Açu), Tocantins (Babaçulândia), Maranhão (Barra do Corda, Estreito), Ceará (Ibiapaba, São Benedito, Ubajara), e Piauí, nos biomas da Caatinga, Cerrado e Amazônia.

## Biologia e ecologia
Pouco se sabe sobre a biologia de A. anomala. Como outras anfisbênias, é fossorial, vivendo em túneis subterrâneos e alimentando-se de invertebrados do solo.

## Conservação
A União Internacional para a Conservação da Natureza (UICN) classifica Amphisbaena anomala como Pouco Preocupante (Least Concern), devido à ampla distribuição numa área estimada de 252 069 quilômetros quadrados e sem evidências de declínio populacional rápido. Em 2018, foi classificada como Pouco Preocupante (LC) no Livro Vermelho da Fauna Brasileira Ameaçada de Extinção do Instituto Chico Mendes de Conservação da Biodiversidade (ICMBio).